# Shigetō Dewa
Shigetō Dewa (jap. 出羽 重遠 Dewa Shigetō; ur. 10 grudnia 1855 w Fukushimie, zm. 27 stycznia 1930 w Tokio) – admirał Japońskiej Cesarskiej Marynarki Wojennej, m.in. uczestnik wojny rosyjsko-japońskiej.

## Życiorys
Był synem samuraja z prowincji Aizu. We wczesnej młodości wstąpił do rezerwowego oddziału młodych samurajów o nazwie Byakkotai (Oddziały Białego Tygrysa), z którym następnie brał udział w wojnie domowej boshin, w przegranej bitwie o Aizu jesienią 1868. 
W 1872 podjął naukę w Akademii Cesarskiej Marynarki Wojennej, którą ukończył w 5. promocji (6. pozycja na 43 kadetów). Od 1874 służył w trakcie studiów na różnych jednostkach, poczynając od statku pomocniczego „Takao Maru”, a następnie na korwecie „Tsukuba”. 
W 1878 uzyskał stopień kadeta marynarki, a w 1880 pierwszy stopień oficerski – podporucznika. W latach 1885–1886 przebywał w Wielkiej Brytanii, skąd wrócił do kraju na nowo zbudowanym krążowniku „Naniwa”, którego został oficerem nawigacyjnym. Następnie służył na krążowniku „Takachiho”. 
W latach 1887–1889 pełnił funkcje sztabowe, po czym w latach 1889-1890 był zastępcą dowódcy krążownika „Takao”. W 1893 w stopniu komandora podporucznika objął pierwsze dowództwo – kanonierki „Akagi”, następnie w 1984 – na krótko – kanonierki „Tatsuta”. 
Podczas wojny chińsko-japońskiej (1894-1895) już jako komandor był oficerem sztabowym Floty Zachodniego Morza, formacji patrolującej japońskie wody terytorialne. 
W latach 1898–1899 ponownie przebywał w Wielkiej Brytanii, nadzorując prace wykończeniowe i odbiór krążownika pancernego „Tokiwa”, którym następnie dowodził. Po awansie na stopień kontradmirała, w 1900 znów został przydzielony do służby sztabowej. W latach 1902–1903 piastował stanowisko szefa Biura Spraw Morskich w Ministerstwie Marynarki Wojennej.
28 grudnia 1903, w wyniku reorganizacji floty japońskiej przed planowaną wojną z Rosją, został dowódcą 3. Dywizjonu Krążowników 1. Floty. Dowodzony przez niego dywizjon brał czynny udział w wojnie rosyjsko-japońskiej 1904-1905, działając m.in. jako szybki zespół rozpoznawczy floty. Przede wszystkim jednak uczestniczył w ataku na Port Artur i bitwach na Morzu Żółtym (dowodził z krążownika „Yakumo”) i pod Cuszimą. 6 czerwca 1904 Dewa awansował na stopień wiceadmirała. Po bitwie pod Cuszimą, 14 czerwca 1905 objął dowództwo nowo utworzonej 4. Floty, a po zakończeniu działań wojennych, 20 grudnia 1905 - dowództwo 2. Floty (po adm. Kamimurze). 
Od 1906 był szefem Biura Szkolenia Morskiego. W 1907 otrzymał tytuł barona (jap. danshaku). W 1908 ponownie został dowódcą 2. Floty, a w grudniu 1909 – Dystryktu Morskiego Sasebo. W grudniu 1911 objął dowództwo 1. Floty. 
W 1912 Dewa awansował na stopień admirała. 1. Flotą dowodził do 1 grudnia 1913, kiedy został członkiem Najwyższej Rady Wojennej. W 1914 przewodniczył komisji badającej aferę korupcyjną Siemensa w marynarce japońskiej. 17 grudnia 1920 przeszedł do rezerwy, a 17 grudnia 1925 w stan spoczynku.
Zmarł 27 stycznia 1930 w wieku 74. lat. Został pochowany na cmentarzu Aoyama w Tokio.

## Kariera wojskowa
- Kaigun-shōi-kōhosei (kadet-podporucznik) – 16 sierpnia 1878
- kaigun-shōi (podporucznik marynarki) – 12 sierpnia 1880
- kaigun-chūi (porucznik marynarki) – 27 lutego 1883
- kaigun-tai'i (kapitan marynarki) – 7 kwietnia 1886
- kaigun-shōsa (komandor podporucznik – 16 października 1890
- kaigun-taisa (komandor) – 7 grudnia 1894
- kaigun-shōshō (kontradmirał) – 20 maja 1900
- kaigun-chūjō (wiceadmirał) – 6 czerwca 1904
- kaigun-taishō (admirał) – 9 lipca 1912